# Groß Ziescht
Groß Ziescht ist ein Ortsteil der Stadt Baruth/Mark im Landkreis Teltow-Fläming in Brandenburg.

## Geographie
Das Dorf Groß Ziescht liegt rund 50 Kilometer von der Südgrenze der Stadt Berlin und rund sieben Kilometer südlich von Baruth entfernt auf den nördlichen Ausläufern des Niederen Flämings. Groß Ziescht ist mit 145,4 m ü. NN der höchstgelegene Ortsteil von Baruth. Nachbarorte von Groß Ziescht und ebenfalls Ortsteile von Baruth sind (im Uhrzeigersinn, von Osten beginnend) Merzdorf, Kemlitz und Klasdorf sowie Mahlsdorf (Ortsteil der Gemeinde Golßen), Sellendorf (Ortsteil der Gemeinde Steinreich) und Damsdorf (Gemeindeteil der Gemeinde Steinreich). Groß Ziescht liegt an der in Nord-Süd-Richtung verlaufenden Landesstraße 712 zwischen Paplitz und Görsdorf (Ortsteil der Gemeinde Dahmetal).

## Geschichte und Etymologie

### 14. bis 16. Jahrhundert

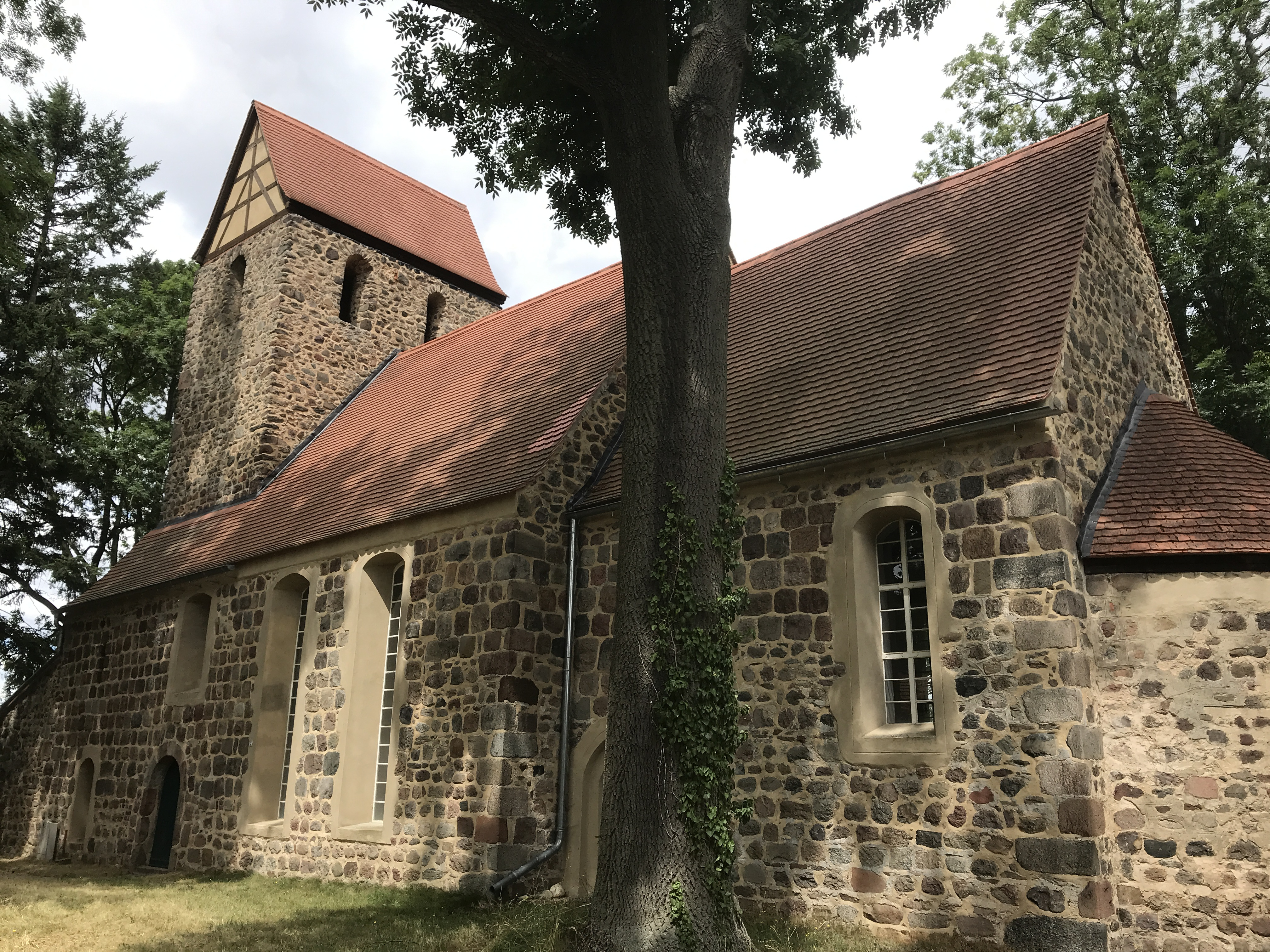
Dorfkirche Groß Ziescht

Das mittelgroße, linsenförmige Angerdorf wurde erstmals im Jahr 1363 als Tzist erwähnt. Der Name soll wendischen Ursprungs und vom Wort cesta abgeleitet sein, das so viel wie Dorf am Waldesdickicht oder einfach nur Walddorf heißen soll. Aus dem Jahr 1420 ist ein Lokator laurenz van dem cziste im Kirchdorfs überliefert, während im Jahr 1444 von den Dörfern an grossen vnd an cleynen Czyscht berichtet wurde und damit eine Unterscheidung zu Klein Ziescht getroffen wurde. Bereits vor 1444 gehörten Groß Ziescht und Kemlitz zur Standesherrschaft Baruth, die die Ober- und Untergerichtsbarkeit sowie das Kirchenpatronat hielten. Im Jahr 1473 erschien im Ort erstmals ein Krug.
1474 ergaben sich aus dem Verzeichnis Der Mannschaft des Landes Sachsen Einkommen detaillierte Einblicke in die Einwohnerstruktur. Ein Anteil des Dorfes besaßen Offe und Jorge von Schlieben. Sie erhielten vom Richter 12 Groschen (gr) für ein Lehnpferd. Ein Einwohner zahlte 14 gr 7 Pfennig (d), der Lehnmann zahlte 12 gr, ein Einwohner 8 gr, ein weiterer 2 Scheffel Gerste und zwei Scheffel Hafer. Ein Einwohner gab 13 Scheffel Korn, 13 Scheffel Hafer, einer gab je 4 Scheffel Korn und Hafer, ein weiterer Bewohner je 17 Scheffel Korn und Hafer, dazu 3 Scheffel Getreide. Ein Bewohner zahlte 10 Scheffel Korn und 2 Scheffel Gerste. Hinzu kamen Einkünfte aus der Mühle in Höhe von 12 Scheffel Korn. Ein anderer Anteil lag bei Magnus und Balthasar von Schlieben. Ihnen zahlte der Richter 48 gr für ein Lehnpferd, ein Einwohner bezahlte 6 gr 2 Heller, ein Einwohner 21 gr, ein Einwohner 17 Scheffel Korn, 18 Scheffel Hafer und 3 Scheffel Gerste. Ein weiterer Einwohner gab je 15 Scheffel Korn und Hafer sowie 2 Scheffel Gerste. Von einem anderen Einwohner erhielten sie je 13 Scheffel Korn und Hafer, von einem weiteren je 15 Scheffel Korn und Hafer sowie 3 Scheffel Gerste. Ein Einwohner zahlte je 20 Scheffel Korn und Hafer sowie 4 Scheffel Gerste, ein anderer Einwohner zahlte 2 Scheffel Korn. Zwei Höfe waren unbesetzt und würden Abgaben in Höhe von 12 Scheffel Korn und 14 Scheffel Hafer sowie 2 Scheffel Gerste bzw. je 12 Scheffel Korn und Hafer und 2 Scheffel Gerste zahlen müssen. Zwei Kossätenhöfe zahlten je ein Huhn und fünf Eier. Die Gemarkung war zu dieser Zeit insgesamt 35 Hufen groß.
Im Jahr 1480 erschien die Schreibweise zcum Cziste. Im Jahr 1529 kam es zu einer Visitation, bei der in Groß Ziescht 19 Hufner und 7 Gärtner (=Kossäten) festgestellt wurden. Dem Pfarrer standen in diesem Jahr 79 Scheffel Korn, ein Garten, und Zinshühner zu. Er besaß drei Pfarrhufen, einen Garten sowie drei Hufen aus Schenkendorf. Dem Küster standen 40 Scheffel Korn sowie 69 Brote und Eier zu. Deutlich detaillierte Angaben über die Bewohner standen in der Türkensteuerveranlagung für alle Orte von 1542, in der die Abgaben aus der Reichstürkenhilfe aufgeführt wurden. Dort wurden erstmals spezifizierte Angaben über Haus, Hof, Garten und Hufenbesitz sowie den Viehbesatz niedergelegt. Demzufolge war der Ort 28 Hufen groß; davon bekam die Witwe von Schlieben die Einnahmen von elf Steuerpflichtigen: einmal 40 Rheinische Gulden (fl), einmal 33 fl, zweimal 30 fl, dreimal 28 fl, einmal 27 fl., einmal 24 und zweimal 9 fl. Die Brüder von Schlieben erhielten die Einnahmen von 15 Steuerpflichtigen. Der Richter mit Haus, Hof und Garten bewirtschaftete vier Hufen, hatte fünf Zugpferde, fünf Zugochsen, zwei Kühe, drei jährige Kälber, acht Schafe, eine Schweinemutter und zahlte 92 fl. Ein Bewohner mit Haus und Hof besaß vier Hufen, fünf Zugpferde, vier Zugochsen, ein Fohlen, vier Kühe, zwei Fersen, 15 Schafe, ein Schwein, fünf Sogferkel und zahlte 67 1⁄2 fl. Ein Bewohner mit Haus und Hof besaß drei Hufen, vier Zugpferde, vier Zugochsen, vier Kühe, zwei jährige Kälber, 15 Schafe, zwei Schweine, fünf kleine Schweine und zahlte 59 fl. Ein anderer Bewohner mit Haus und Hof sowie ebenfalls drei Hufen besaß drei Zugpferde, zwei Zugochsen, drei Kühe, zwei jährige Kälber, sechs Schafe und sechs Schweine und zahlte 53 fl. Ein weiterer Bewohner mit Haus und Garten besaß ein jähriges Kalb und zahlte 10 fl. Ein Bewohner mit Haus und Garten besaß weiterhin zwei Pferde, drei Ochsen, drei Kühe, zwölf Schafe, eine Schweinemutter und drei Ferkel und zahlte 42 fl. Ein Bewohner mit Haus und Hof sowie drei Hufen besaß drei Pferde, drei Ochsen, zwei Kühe, sechs Schafe, zwei jährige Kälber, eine Schweinemutter und zahlte 49 fl. Ein weiterer Bewohner mit Haus und Hof besaß zwei Pferde, je drei Ochsen und Kühe, sieben Schafe, zwei jährige Kälber, drei Schweine und zahlte 56 fl. Ein weiterer Bewohner besaß ein Haus mit Garten, zwei Zugochsen und zwei Kühe, sechs Schafe, drei Schweine und zahlte 19 1⁄2 fl. Ein Bewohner mit Haus und Garten besaß außerdem eine Kuh und zahlte 9fl, ein anderer mit Haus und Hof sowie drei Hufen besaß drei Pferde, je zwei Ochsen und Kühe, 15 Schafe, fünf Schweine und zahlte 51 fl. Ein weiterer Bewohner mit Haus und Hof sowie drei Hufen besaß vier Pferde, je drei Ochsen und Kühe, neun Schafe, sechs Schweine und zahlte 52 fl. Ein weiterer Bewohner besaß ein Haus mit Hof, je drei Pferde und Ochsen, zwei Kühe, drei jährige Kälber, zwölf Schafe, eine Schweinemutter, sechs Schweine und zahlte 53 fl. Ein letzter genannter Bewohner besaß ein Haus und Hof sowie zwei Hufen, je drei Pferde und Ochsen, zwei Kühe, vier jährige Kälber, 24 Schafe und sechs Ferkel und zahlte hierfür 58 fl.
Das Landessteuerregister für die Herrschaft Baruth aus dem Jahr 1551 führt für Das dorff grossen Szist insgesamt 25 Veranlagte auf, von denen 19 Güter besaßen. Der Richter zahlte demnach 29 Schock, ein weiterer Bewohner 25 Schock, einmal wurden 19 1⁄2 Schock, zweimal 15 Schock, viermal 14 Schock, einmal 13 Schock, einmal 12 1⁄2 Schock, fünfmal 12 Schock, einmal 11 1⁄2 Schock, einmal 9 Schock und einmal 8 1⁄2 Schock bezahlt. Die sechs Hofeinhaber zahlten einmal 9 Schock, einmal 6 Schock, zweimal 5 Schock, einmal 4 Schock und einmal 3 Schock. Aus dem Jahr 1555 ist lediglich bekannt, dass im Dorf 19 Hufner und sieben Kossäten lebten. Der Pfarrer erhielt 4 Malter 9 Scheffel Korn und von den Bauern aus Schenkendorf weitere 23 Scheffel Korn. Im Ort bewirtschaftete er drei Hufen und säte 15 Scheffel Korn, 6 Scheffel Gerste, 4 Scheffel Hafer und ein Scheffel Heidekorn aus. Der Küster erhielt 39 1⁄2 Scheffel Korn aus beiden Dörfern. Im Jahr 1575 beliefen sich die Einkünfte des Pfarres auf 57 Scheffel Korn, von jedem Hufner eine Scheffel, 22 1⁄2 Scheffel aus Schenkendorf sowie dort von jeder Hufe eine Scheffel. Aus den Pfarrhufen in Schenkendorf erhielt er je 12 Scheffel Korn und Hafer. Er besaß weiterhin einen Garten hinter dem Wohnhaus und bekam von jedem Haus jährlich vier Eier. Der Küster erhielt 28 Scheffel Korn, 8 Scheffel Korn aus Schenkendorf, 36 Brote aus Groß Ziethen und weitere 19 Brote aus Schenkendorf. Zusätzlich erhielt der Pfarrer in Baruth je 12 Scheffel Roggen und Hafer. Im Jahr 1589 muss es zu einem verheerenden Feuer gekommen sein, da die Statistik ausweist, dass das Dorf „ausgebrannt“ sei.

### 17. und 18. Jahrhundert

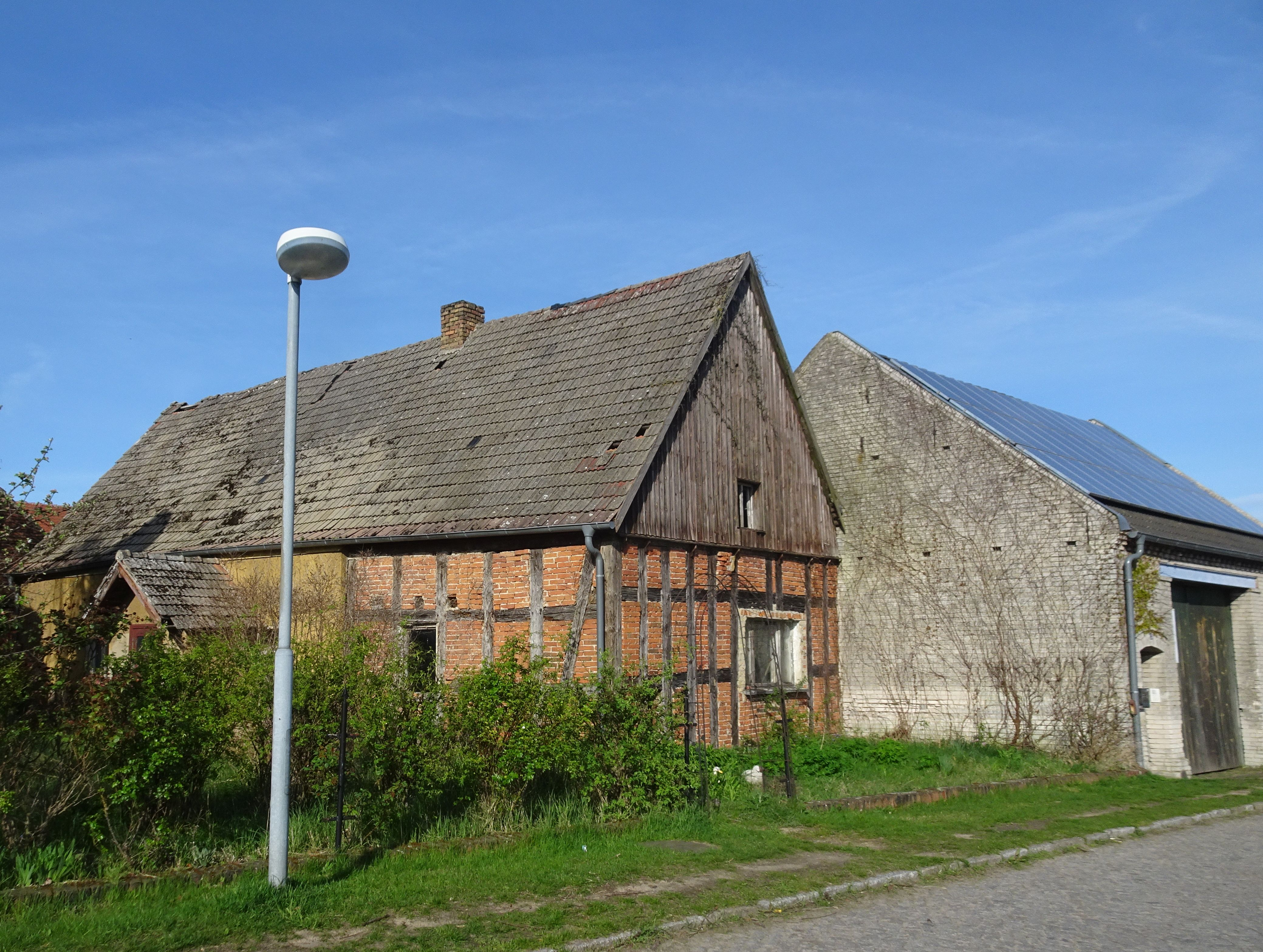
Das mutmaßlich älteste Bauernhaus Brandenburgs, Groß Zieschter Dorfstraße 2

Aus der Zeit des Dreißigjährigen Krieges gab es bislang keine Nachweise. Erst im Jahr 1672 bot das Steuer Register des gräflich Solmsischen Ampts Baruth 1672 wieder Angaben über die Bauern und Gärtner. Von den 18 Bauerngütern, darunter der Dorfschulze, der Lehnmann sowie der Krüger waren lediglich neun besetzt; die neun weiteren lagen wüst. Von den zehn Kossätenhöfen lagen sechs wüst und nur vier waren wiederbesetzt. Die Matrikel des Kurkreises von 1718 machte jedoch deutlich, dass sich Groß Ziescht im Laufe der Jahrzehnte erholte. Die Gemarkung war mittlerweile 33 1⁄2 Hufen groß und wurde von 18 Hufnern und vier Kossäten bewirtschaftet, die zusammen 148 Scheffel 8 Metzen Aussaat ausbrachten. Diese wurde in einem weiteren Register aus dem Jahr 1720 detaillierter ausgeführt: Der Schulze bewirtschaftete vier Hufen mit 15 Scheffel Aussaat und erntete vier Fuder Heu. Ein Zweihufner hatte 9 Scheffel Aussaat und 4 Fuder Heu, drei weitere Zweihufner brachten je 9 Scheffel aus und ernteten 3 Fuder. Insgesamt 13 weitere Bauern (darunter auch der Krüger und Lehnmann) hatten je zwei Hufen und 9 Scheffel Aussaat sowie 2 Fuder Heu, darunter die offenbar noch immer wüste Windmühlenstelle. Zwei Kossäten besaßen je eine Hufe mit 4 1⁄2 Scheffel Aussaat und 2 Fuder Heu. Ein weiterer Kossät besaß ein Haus mit Garten und 1 1⁄4 Scheffel Aussaat sowie 1 Fuder Heu. Ein anderer Kossät besaß ebenfalls Haus und Garten mit 1 1⁄2 Scheffel Aussaat, 1 Fuder Heu. Alle weiteren Kossätenhöfe waren noch unbesetzt. Zwei Jahre später erschien neben dem Wirtshaus und zwei Windmühlen erstmals ein Vorwerk. Im Dorf wurden 27 Feuerstätten (=Haushalte) betrieben. Im Jahr 1754 war Groß Ziescht mittlerweile 38 1⁄2 Hufen groß, von denen zehn Jahre später 28 7⁄8 als reguliert, d. h. von Abgaben ermäßigt aufgeführt wurden. Im Jahr 1777 lebten in Groß Ziescht insgesamt 29 Einwohner verteilt auf 17 Hufner, zwei Halbhufner, zwei Kossäten und acht Häusler. Es gab ein Pfarrhaus sowie ein Schulmeisterhaus.

### 19. Jahrhundert
Groß Ziescht gehörte bis 1815 zum Königreich Sachsen und kam anschließend zu Preußen. In diesem Jahr erschienen im Ort weitere Gewerke, darunter zwei Schneider, zwei Müller, ein Stellmacher, ein Schmied und ein Bierbrauer. Im Dorf lebten im Jahr 1824 insgesamt 16 Bauern, zwei Halbbauern, zwei Kossäten, 13 Häusler und zwei Windmüller. Es gab ein Schmiedehaus, ein Schulhaus sowie ein Hirtenhaus. Aus dem Jahr 1837 sind lediglich 34 Wohnhäuser überliefert.
Im Jahr 1858 war Groß Ziescht insgesamt 6919 Morgen (Mg) groß, darunter 5374 Mg Acker, 1165 Mg Wald (der Baruther Forst), 294 Mg Wiese, 79 Mg Gehöfte und 7 Mg Gartenland. Es bestand aus dem Dorf mit dem Forsthaus der Baruther Forst, in dem insgesamt fünf öffentliche, 58 Wohn- und 80 Wirtschaftsgebäude standen, darunter eine Getreidemühle.

### 20. Jahrhundert

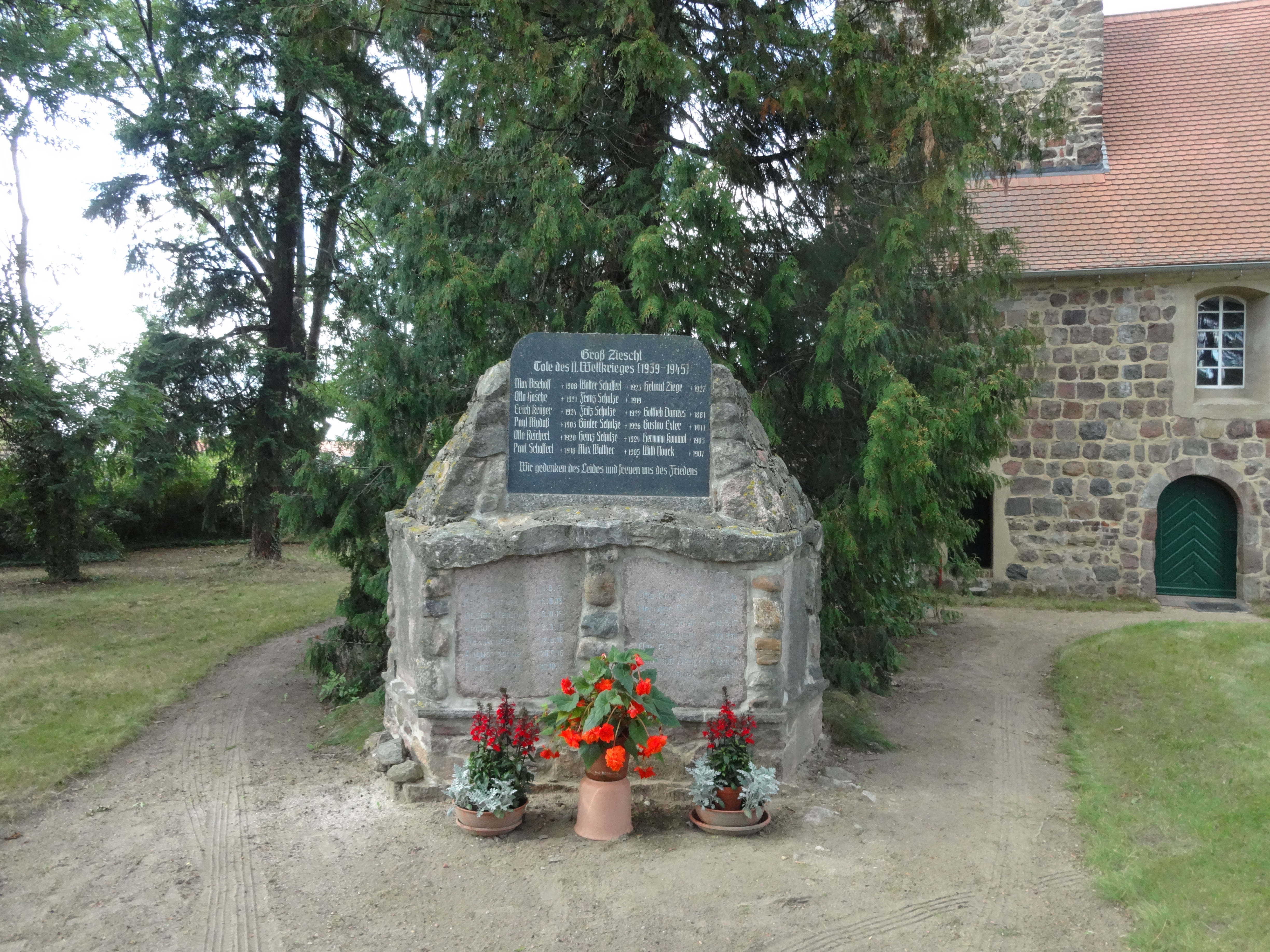
Weltkriegsdenkmal

Aus dem Viehstands- und Obstbaumlexikon ist bekannt, dass im Jahr 1900 im Dorf 49 Häuser standen; die Gemarkung von Groß Ziescht umfasste eine Fläche von 1493,3 Hektar. Dort wohnten zwei Auszügler, drei Drittelbauern auf 29, 25,25 und 22 Hektar, zwei Gastwirte mit 25,75 und 16,50 Hektar sowie der Gemeindevorsteher mit 38,50 Hektar. Den beiden Häuslern standen 21,50 bzw. 13,50 Hektar zur Verfügung, den Halbbauern 58,25, 53,75, 49, 35,50 und zweimal 34,50 Hektar. Die zehn Hufner bewirtschafteten 80,50, 75, 71,42, zweimal 71, 69,75, 69,50, 68,25, 57,75 und 57 Hektar. Hinzu kamen zwei Kossäten mit 28,28 bzw. 28 Hektar, der Müller mit 4,25 Hektar und zwei Restgutsbesitzer mit 8 bzw. 4,50 Hektar. In Groß Ziescht lebten weiterhin ein Lehrer, ein Pastor sowie zwei Rentner. Erst 1926 erschien die amtliche Schreibweise Groß Ziescht; 1931 wurde das Dorf Landgemeinde. Das Gemeindelexikon aus dem Jahr 1932 führt für das Jahr 1931 insgesamt 55 Wohnhäuser und 63 Haushaltungen auf. Im Jahr 1939 gab es im Dorf 28 land- und forstwirtschaftliche Betriebe, die zwischen 20 und 100 Hektar groß waren, sieben Betriebe zwischen 10 und 20 Hektar, neun Betriebe zwischen 5 und 10 Hektar sowie sieben Betriebe zwischen 0,5 und 5 Hektar.
Nach dem Zweiten Weltkrieg wurden 62,6 Hektar enteignet: 11,6 Hektar Wiese und Weide sowie 49,2 Hektar Wald. Von dieser Fläche wurden 48 Hektar an 15 landarme Bauern verteilt, 6,5 Hektar Waldzulage gingen an zwei Altbauern sowie 7,7 Hektar an die Gemeinde. Im Jahr 1953 gründete sich eine LPG vom Typ I, die im gleichen Jahr in eine LPG Typ III überging. Sie hatte im Jahr 1955 insgesamt 22 Mitglieder und 143 Hektar landwirtschaftlicher Nutzfläche und wurde zwei Jahre später an die LPG Typ III Kemlitz angeschlossen. Dort bestand sie im Jahr 1960 als LPG Typ III mit 156 Mitgliedern und 825 Hektar Fläche, um 1978 in eine LPG T überzugehen. Diese bestand im Jahr 1983 als LPG Schöbendorf-Paplitz Stützpunkt Groß Ziescht. Im Jahr 1957 wurde Kemlitz als Ortsteil eingemeindet. Am 31. Dezember 1997 wurde Groß Ziescht zusammen mit Horstwalde, Mückendorf und Radeland in die Stadt Baruth eingemeindet.

### Bevölkerungsentwicklung
| Jahr      | 1817 | 1837 | 1858 | 1871 | 1885 | 1895 | 1905 | 1925 | 1939 | 1946 | 1964 | 1971 | 1981 |
| Einwohner | 254  | 288  | 361  | 400  | 377  | 387  | 335  | 271  | 252  | 359  | 353  | 346  | 287  |

## Kultur und Sehenswürdigkeiten

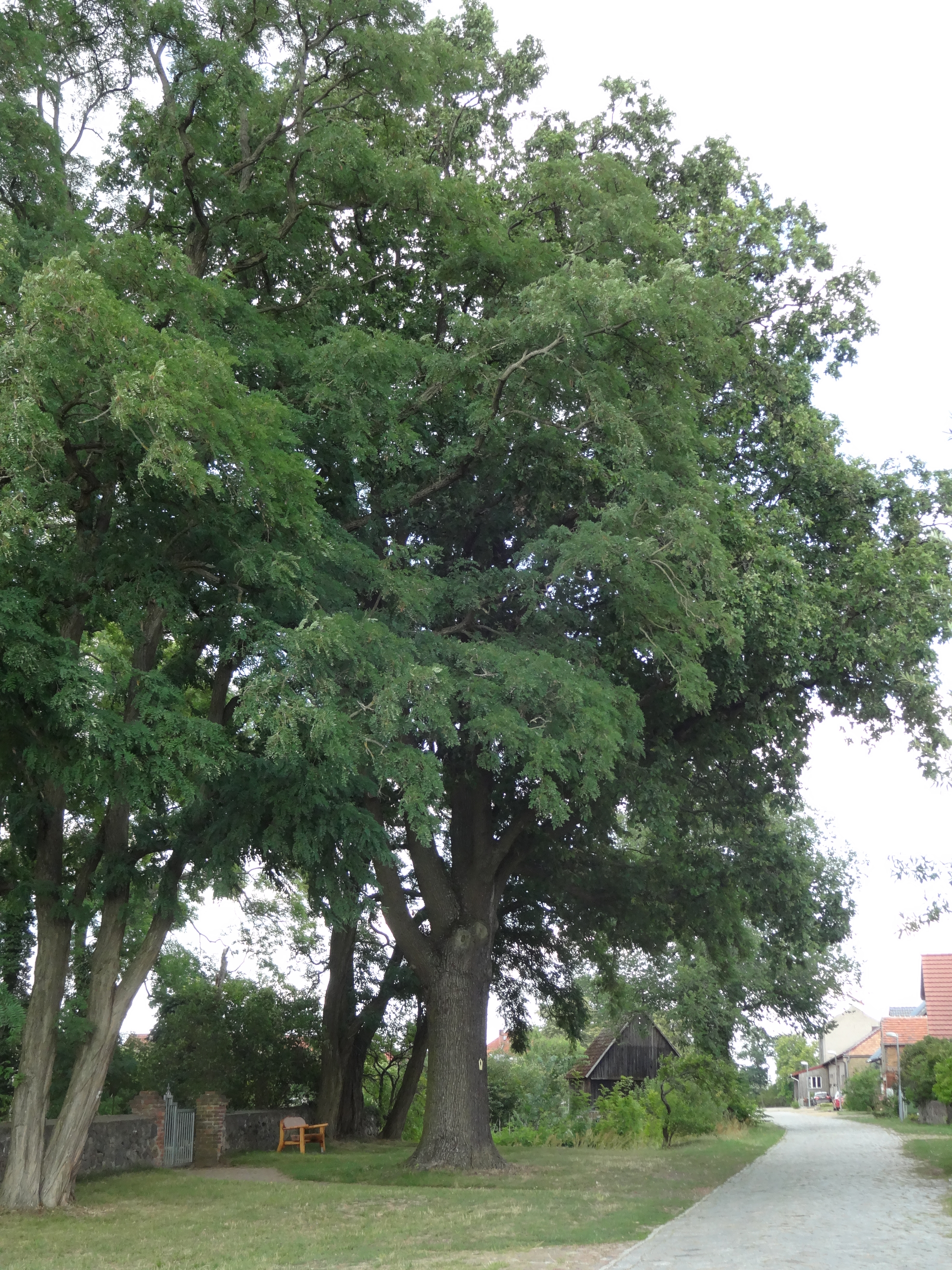
Naturdenkmal Eiche

- Groß Ziescht hat fünf Teiche auf dem großzügigen Anger. Zwischen dem größten und einem kleineren Teich befindet sich die ganz aus Feldsteinen gebaute Dorfkirche Groß Ziescht. Sie wurde zwischen 1200 und 1230 erbaut; über dem Westteil befindet sich ein spätmittelalterlicher Turm. In dieser Kirche fand im Jahr 1529 von Wittenberg aus unter Mitwirkung von Martin Luther die erste Kirchen- und Schulvisitation statt.
- Die Eiche an der Dorfkirche ist ein eingetragenes Naturdenkmal.
- Der denkmalgeschützte Fachwerkbau in der Groß Zieschter Dorfstraße 2 stammt aus dem Jahr 1618 und ist das älteste Bauernhaus Brandenburgs.[2]
- Auf dem Groß Zieschter Höhenrücken sind besonders zahlreiche Findlinge zu finden.